# Carnaubais
Carnaubais là một đô thị thuộc bang Rio Grande do Norte, Brasil. Đô thị này có diện tích 529,835 km², dân số năm 2007 là 8674 người, mật độ 16,4 người/km².